# Косой Брод (Иркутская область)
Косо́й Брод — участок (населённый пункт) в Нижнеудинском районе Иркутской области. Входит в состав Замзорского муниципального образования.

## География
Участок находится на расстоянии 65 км к северо-западу от города Нижнеудинск, административного центра района.

## Население
| 2002 | 2010 | 2011 | 2012 |
| ---- | ---- | ---- | ---- |
| 22   | ↘12  | →12  | →12  |

## Улицы
В населённом пункте имеется одна улица — Центральная.